# Чимбу (провинция)
Чимбу (англ. Chimbu Province, ток-писин Simbu) — провинция Папуа—Новой Гвинеи. Площадь провинции — 6 134 км², население — 376 473 человек (по переписи 2011 года). Административный центр провинции — город Кундиава. Провинция была образована в 1966 году, выделением из провинции Истерн-Хайлендс.